# الإيمان 2
قرية الايمان 2 هي إحدى القرى التابعة لمركز كوم حمادة في محافظة البحيرة في جمهورية مصر العربية. حسب إحصاءات سنة 2006، بلغ إجمالي السكان في الايمان 2 908 نسمة، منهم 466 رجل و442 امرأة.